# Ruggero Leoncavallo
Ruggero (Ruggiero) Leoncavallo (Nápoly, 1857. április 23. – Montecatini Terme, 1919. augusztus 9.) olasz zeneszerző és zongorista, a Bajazzók komponistája.

## Élete és munkássága
Zenei tanulmányait a nápolyi San Pietro a Majella konzervatóriumban végezte 1875-ben. Ezután megkezdte első operája, a Chatterton komponálását, amely Thomas Chatterton angol költő életét dolgozza fel. Az elkészült művet egy impresszárió gondjaira bízta, aki végül becsapta őt, így Leoncavallo kávéházi zongoristaként, illetve zenetanárként volt kénytelen fenntartani magát. Zongoristaként fellépett Angliában, Franciaországban és Egyiptomban is. Itt az alkirály testvérének volt a házi muzsikusa, majd az egyiptomi hadsereg zenekarainak inspektora lett. Az 1882-es egyiptomi–angol háború idején csak Lesseps Ferdinánd segítségével tudta elhagyni az országot. Később egy kávéházban ismerkedett meg Victor Maurel világhírű baritonistával, aki felismerve az ifjú tehetségét, Milánóba hívta. Ott a Ricordi zeneműkiadó megígérte, hogy Leoncavallo tervezett operatrilógiájának első részét, az I Medicit megjelenteti, később azonban nem tartotta be az ígéretet. Az opera a bemutatón megbukott.
A zenei világban a Bajazzók (Pagliacci) opera megírása után lett ismert. A művet fél év leforgása alatt komponálta meg, majd a Sonzogno Kiadóhoz fordult, amely megvette a partitúrát. Az operát 1892. május 17-én, Toscanini vezényletével mutatták be Milánóban, a Teatro Dal Verme színházban. Ezt a sikert későbbi operáival megközelíteni sem tudta.
1897-ben megzenésítette Puccini Bohéméletének librettóját, azonban vetélytársával szemben alulmaradt. 1900-ban elkészült Zazà című operájával, és a Pagliacci sikerének köszönhetően sikerült színre vinnie korábbi műveit, a Chattertont és a Medicieket. Mindkettő megbukott, azonban II. Vilmos német császár az utóbbi révén felfigyelt a tehetséges szerzőre, és anyagilag támogatta A berlini Roland megírásában. Az opera mérsékelt sikert aratott Németországban. Az elkövetkező években írt még vagy tíz művet, azonban egyik sem bizonyult sikeresnek.
Leoncavallo zenéjét Mascagni Parasztbecsülete mellett az úgynevezett verista irányzat, a „verismo” alapművének tekinti a zenetörténet.

## Operák
- Bajazzók (1892. május 21. Teatro Dal Verme, Milánó)
- I Medici (1893. november 9. Teatro Dal Verme, Milánó) [befejezetlen trilógia első része]
- Chatterton (1896. március 10. Teatro Argentina, Róma) [eredetileg 1876-ban íródott a mű]
- La bohème (1897. május 6. Teatro La Fenice, Velence)
- Zazà (1900. november 10. Teatro Lirico, Milánó)
- Der Roland von Berlin (1904. december 13. Deutsche Oper, Berlin)
- Maia (1910. január 15. Teatro Costanzi, Róma)
- Zingari (1912. szeptember 16. Hippodrome, London)
- Mimi Pinson (1913 Teatro Massimo, Palermo) [a La bohème változata]
- Edipo Re (1920. december 13. Opera Theatre, Chicago) a szerző halála után.

## Operettek
- La jeunesse de Figaro (1906, USA)
- Malbrouck (1910. január 19. Teatro Nazionale, Róma)
- La reginetta delle rose (1912. június 24. Teatro Costanzi, Róma)
- Are You There? (1913. november 1. Theatre Prince of Wales, London)
- La candidata (1915. február 6. Teatro Nazionale, Róma)
- Prestami tua moglie (1916. szeptember 2. Casino delle Terme, Montecatini) NB: A cím magyar fordítása = „Add nekem kölcsön a feleséged”
- Goffredo Mameli (1916. április 27. Teatro Carlo Felice, Genova) Mj. A Fondazione Leoncavallo inkább operának minősíti a művet, mint operettnek.
- A chi la giarrettiera? (1919. október 16. Teatro Adriano, Róma) Magyar fordítás = „Kié ez a harisnyakötő?”
- Il primo bacio (1923. április 29. Salone di cura, Montecatini) a szerző halála után lett csak bemutatva
- La maschera nuda (1925. június 26. Teatro Politeama, Nápoly)a szerző halála után lett bemutatva

## Magyarul
- Bajazzók; szöveg, zene Ruggero Leoncavallo, ford. Radó Antal; Müller Ny., Bp., 1893
- Bohémek. Opera; zene, szöveg Murger nyomán Leoncavallo, ford. Radó Antal; Operaház, Bp., 1897
- Bajazzók. Dráma; ford. Radó Antal, bev. Cserna Andor; Rózsavölgyi, Bp., 192?

## Hanganyag
Vesti La Giubba – Részlet a Bajazzókból, Enrico Caruso előadásában, a felvétel 1907. március 17-én készült. 
 No Pagliaccio non son – Részlet a Bajazzókból, előadó: Enrico Caruso.